# Antonin Barthélemy
Pour les articles homonymes, voir Barthélemy.
Antonin Barthélemy est un sculpteur français né Paul Frédéric Antonin Barthélémy à Paris 17e le 24 octobre 1888, et mort à Mouans-Sartoux le 15 octobre 1966, connu pour ses œuvres art nouveau.

## Carrière
D'abord élève de Cacheux à Genève, il s'installe ensuite à Paris où il suit les cours à l'École des Arts Décoratifs. Il expose à la Société nationale des beaux-arts entre 1912 et 1914 et au Salon d'automne en 1919 et 1924.
Il réalisa d'importantes sculptures religieuses classiques et des statues d'animaux notamment.